# Reece Gaines
Clifton Reece Gaines (Madison, Wisconsin; 7 de enero de 1981) es un exjugador de baloncesto estadounidense que disputó 3 temporadas en la NBA. Con 1,98 metros de altura, jugaba en la posición de escolta.

## Carrera

### Universidad
Gaines jugó cuatro temporadas con los Cardinals de la Universidad de Louisville, donde fue elegido en el tercer quinteto del All-American en su año sénior tras liderar a los Cardinals a un récord de 25-7. Esa temporada promedió 17,9 puntos, 2,9 rebotes y 5 asistencias en 32,2 minutos de juego. En su año júnior firmó su mejor campaña, con 21 puntos, 3,9 rebotes y 3,6 asistencias por partido.

### NBA
Fue seleccionado por Orlando Magic en la 15.ª posición del Draft de 2003, firmando con la franquicia el 18 de julio de 2003. Pasó su primera temporada en los Magic, no contando en demasía para el entrenador y jugando 38 partidos con promedios de 1.8 puntos, 1 rebote y 1.1 asistencias por noche. En verano fue traspasado junto con Tracy McGrady, Juwan Howard y Tyronn Lue a Houston Rockets a cambio de Steve Francis, Cuttino Mobley y Kelvin Cato.
En los Rockets solo disputó 10 partidos antes de ser traspasado el 24 de febrero de 2004 junto con dos futuras segundas rondas de draft a Milwaukee Bucks por Mike James y Zendon Hamilton. Gaines finalizó la temporada en los Bucks y jugó 12 partidos de la siguiente campaña con la franquicia, antes de que tuviera que marcharse a Europa para disfrutar de minutos.

### Europa
Procedente del Pallacanestro Biella, en junio de 2007 fichó por el Armani Jeans Milano. En verano de 2010, ficha por el CB Granada por 60 días y en caso de cuajar en el proyecto y adaptarse a la ciudad, el club lo prorrogará por una temporada entera. Trifón Poch, entrenador del CB Granada, lo elogia como un gran jugador.
[actualizar]

## Estadísticas de su carrera en la NBA

### Temporada regular
| Año     | Equipo    | PJ | PT | MPP  | %TC  | %3P  | %TL  | RPP | APP | ROB | TPP | PPP |
| ------- | --------- | -- | -- | ---- | ---- | ---- | ---- | --- | --- | --- | --- | --- |
| 2003-04 | Orlando   | 38 | 1  | 9.6  | .291 | .300 | .640 | 1.0 | 1.1 | 0.3 | 0.1 | 1.8 |
| 2004-05 | Houston   | 10 | 0  | 10.8 | .370 | .250 | .750 | 1.1 | 0.3 | 0.3 | 0.0 | 2.6 |
| 2004-05 | Milwaukee | 11 | 0  | 7.2  | .304 | .500 | .000 | 0.3 | 0.4 | 0.2 | 0.1 | 1.4 |
| 2005-06 | Milwaukee | 12 | 0  | 4.5  | .500 | .000 | .250 | 0.0 | 0.3 | 0.1 | 0.0 | 1.1 |
| Total   | Total     | 71 | 1  | 8.5  | .324 | .269 | .606 | 0.7 | 0.7 | 0.2 | 0.0 | 1.7 |